# 桂珠子
桂 珠子（かつら たまこ、1912年7月15日 - 没年不詳）は、日本の女優である。出生名：秋山 演子（あきやま のぶこ）、結婚後の本名：印南 演子（いんなみ のぶこ）。

## 人物・来歴
1912年（明治45年）7月15日、岡山県吉備郡高松町大字稲荷山（現在の同県岡山市北区高松稲荷）に生まれる。
旧制・庄内尋常高等小学校（現在の岡山市立庄内小学校）を卒業し、英国聖公会系の旧制・松蔭高等女学校（現在の松蔭高等学校）に進学する。両親は早くに亡くなり、叔母の手で育てられたが、叔母も亡くなってしまう。1930年（昭和5年）3月、同校を卒業し、大阪・長堀橋の髙島屋大阪店に就職する。同店に勤務していたところを当時、帝国キネマ演芸専務取締役であった立花良介の妻に認められて、同社にスカウトされ、翌1931年（昭和6年）3月5日に同社に入社する。同年4月1日に公開された『紅のばら』（監督曾根純三）に水原玲子の助演として出演して、満18歳で映画界にデビューした。天涯孤独の身ということもあり、立花夫妻には非常にかわいがられたと伝えられている。英百合子主演の『母なればこそ』（監督川浪良太）で大役を得る。
同年8月28日、同社は新興キネマに改組され、桂は新興キネマに継続入社した。1932年（昭和7年）3月17日に公開された『悲しみの天使』（監督印南弘）で「津村夫人」を演じる歌川八重子の娘「園枝」を演じて認められ、主演を張るようになり、1933年（昭和8年）2月8日に公開された『ふらんす人形』（監督印南弘）は桂の代表作となる。同年、10歳年上の映画監督・印南弘（いんなみ ひろし、1902年 - 1938年）と結婚、1934年（昭和9年）10月11日に公開された『七宝の桂』（監督寿々喜多呂九平）を最後に夫婦そろって同社を退社、東京に移り、そろって日活多摩川撮影所に移籍した。夫の印南は病気がちで、移籍後の監督作はついになかった。1936年（昭和11年）に出産、同年10月に復帰以降、トーキーにも出演したが、1937年（昭和12年）7月1日に公開された『街の旋風』（監督清瀬英次郎）を最後に同社を退社、舞台実演に転向した。このころ、大蔵省に入省した大平正芳の回想によれば、省舎の近くに「桂」というビリヤード店があり、桂は同店を経営していたようである。
新興キネマの時代は「泥臭き新興キネマの土壌に植えられたモダンの若樹」と評されたが、最終的には「病夫を支え、女優として大成せず」と評される。1938年（昭和13年）、夫の印南弘が死去している。1943年（昭和18年）2月、「川浪良太郎一座」の主演女優として、南光明とともに京都座に出演した記録が残っている。その後、満洲国（現在の中華人民共和国東北部）に移住する。同国黒河省の黒河地区（現在の中華人民共和国黒竜江省黒河市）に「ニュー銀座」という店を経営した。
第二次世界大戦後は、満洲から引き揚げ、首都圏に暮らしたと伝えられている。没年不詳。

## フィルモグラフィ

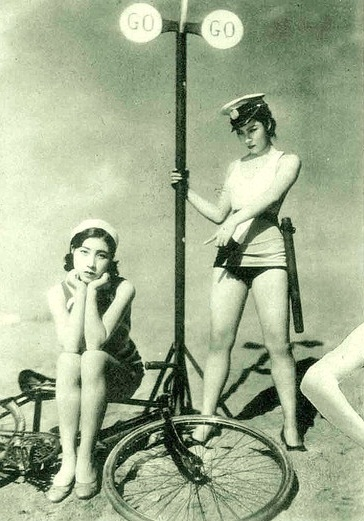
右が桂、左が山路ふみ子、1930年代の雑誌写真。

クレジットはすべて「出演」である。公開日の右側には役名、および東京国立近代美術館フィルムセンター（NFC）、マツダ映画社所蔵等の上映用プリントの現存状況についても記す。同センター等に所蔵されていないものは、とくに1940年代以前の作品についてはほぼ現存しないフィルムである。資料によってタイトルの異なるものは併記した。

### 帝国キネマ
すべて製作・配給は「帝国キネマ演芸」、すべてサイレント映画である。
- 『紅のばら』 : 監督曾根純三、1931年4月1日公開
- 『減俸小唄』 : 監督富沢進太郎（富沢進郎）、1931年7月8日公開
- 『母なればこそ』 : 監督川浪良太、1931年9月1日公開

### 新興キネマ
特筆以外すべて製作・配給は「新興キネマ」、すべてサイレント映画である。
- 『曙の歌』 : 監督印南弘、1931年11月21日公開 - 美登利の叔父の娘蘭子
- 『丸の内五人女』 : 監督曾根純三、1931年12月31日公開 - 婦人記者玉井秋子
- 『鉄の花環 前篇 暴風を呼ぶもの』 : 監督曾根純三、1932年1月14日公開
- 『海に立つ虹』 : 監督寿々喜多呂九平、1932年2月18日公開 - 千枝子の姉曽枝子
- 『悲しみの天使』 : 監督印南弘、1932年3月17日公開 - 津村夫人の娘園枝
- 『不如帰』 : 監督木村恵吾、1932年4月8日公開 - その娘華子
- 『女給君代の巻』 : 監督曾根純三、1932年6月15日公開 - 女給すず子
- 『都会の波止場』（『都会の涙止場』[6]） : 監督田中重雄、1932年8月12日公開 - 光子通称ミツカ
- 『満蒙建国の黎明』 : 監督溝口健二、製作入江プロダクション・中野プロダクション・新興キネマ、1932年9月29日公開 - 秋華
- 『太陽の娘』 : 監督渡辺新太郎、1932年10月6日公開 - タイピスト山野喜久子
- 『よみがえる暁』 : 監督渡辺新太郎、1932年12月1日公開 - ダンサー暁美（主演）
- 『魔笛』 : 監督渡辺新太郎、1932年12月15日公開 - スプリングの女愛子
- 『新粧八人女』 : 監督高見貞衛、1932年12月31日公開 - 隣の娘お桂
- 『ふらんす人形』 : 監督印南弘、1933年2月8日公開 - 荘助の娘キキ（主演）
- 『世界の戦漂国防篇 日本若し空襲を受くれば』（『日本若し空襲を受くれば 世界の戦慄国防篇』[6]） : 監督田中重雄、1933年2月17日公開 - 桜井淑子（主演）
- 『感激の人生』 : 監督村上潤、1933年5月4日公開 - 三宅正子（主演）
- 『花嫁選手』 : 監督川手二郎、1933年5月25日公開 - よし子（主演）
- 『われ等若し戦はば』（『我等若し戦はば』[6]） : 監督上野信二郎、1933年8月1日公開 - 宮崎の妹弥生
- 『霧の夜の舗道』 : 監督田中重雄、1933年9月14日公開 - タイピスト冴子
- 『新しき天 前篇』 : 監督阿部豊、製作入江プロダクション、1933年9月14日公開 - 進一郎の情婦錫子
- 『新しき天 後篇』 : 監督阿部豊、製作入江プロダクション、1933年9月29日公開 - 進一郎の情婦錫子
- 『昭和人生案内』 : 監督田中重雄、1933年11月23日公開 - 英助の妹たか子
- 『警察官』 : 監督内田吐夢、1933年11月30日公開 - ダンスホールに勤める恵美子、121分尺で現存（NFC所蔵[8]）
- 『春の目醒め』 : 監督村田実、1934年1月7日公開 - 喫茶店ライラックの娘昭子
- 『心の波止場』 : 監督阿部豊、1934年2月15日公開 - 安川貴志子
- 『夜光珠』 : 監督田中重雄、1934年2月22日公開 - ブルジョワ娘波摩子
- 『鉄の街』 : 監督阿部豊、1934年3月14日公開 - 令嬢敦子
- 『妖麗』 : 監督田中重雄、1934年5月3日公開 - 東一郎の娘みね子
- 『牧場の兄弟』 : 監督木村恵吾、1934年5月31日公開 - 源二の許婚お久
- 『細君ネロ 家庭争議の巻』 : 監督川手二郎、1934年7月14日公開 - その妻
- 『男の掟』 : 監督田中重雄、1934年7月14日公開 - スベ公お蓮
- 『七宝の桂』 : 監督寿々喜多呂九平、1934年10月11日公開 - 映画女優ふみ子（主演）

### 日活多摩川撮影所
特筆以外すべて製作は「日活多摩川撮影所」、すべて配給は「日活」、特筆以外すべてトーキーである。
- 『赤ちゃんと大学生』 : 監督千葉泰樹、サイレント映画、1935年3月21日公開 - とき子
- 『心の花束』 : 監督田口哲、サイレント映画、1935年3月27日公開 - 河崎澄江（主演）
- 『ジャック喧嘩帖』 : 監督千葉泰樹、サイレント映画、1935年4月11日公開 - マリー
- 『恋愛人名簿』 : 監督大谷俊夫、サウンド版、1935年5月1日公開 - 萩子
- 『海国大日本』 : 監督阿部豊、製作日活・協同映画社・太秦発声映画・ゼーオースタヂオ・日本ビクター、配給日活、1935年5月27日公開
- 『魔風恋風』（『魔風戀風』[7]） : 監督千葉泰樹、サウンド版、1935年6月29日公開 - 萩原初野（主演）
- 『恋女房』（『戀女房』[7]） : 監督千葉泰樹、サウンド版、1935年12月8日公開 - バーのマダム・道子
- 『第二の母』 : 監督田口哲・春原政久、1936年1月23日公開 - 洋裁店マダム、43分尺で現存（NFC所蔵[8]）

- 『女の階級』 : 監督千葉泰樹、1936年10月15日公開 - 益美
- 『修羅山彦 前篇』 : 監督萩原遼、製作片岡千恵蔵プロダクション、配給日活、1937年1月14日公開 - お小夜
- 『修羅山彦 後篇』 : 監督萩原遼、製作片岡千恵蔵プロダクション、配給日活、1937年2月18日公開 - お小夜
- 『女よ男を裁け』 : 監督清瀬英次郎、1937年5月6日公開 - 竹の家女将
- 『街の旋風』 : 監督清瀬英次郎、1937年7月1日公開

- 『内鮮満周遊の旅 内地編』[6]（『東京より大連まで』[7]） : 監督伊賀山正徳[6][7]・富岡捷[6]、製作大阪商船・日活多摩川撮影所、ドキュメンタリー映画、1937年製作・公開
- 『昭和の乙女』 : 監督下間登良男、製作東京發聲映畫製作所、製作年不詳 - 舎監、50分尺で現存（NFC所蔵[8]）